# Awkwafina
Nora Lum (Stony Brook, 2 juni 1988), beter bekend als Awkwafina, is een Amerikaanse actrice, rapper en komiek. Ze kreeg bekendheid in 2012 toen haar rapnummer "My Vag" populair werd op YouTube. Vervolgens bracht ze haar debuutalbum uit, Yellow Ranger (2014), en verscheen ze in de MTV-comedyserie Girl Code (2014-2015). 
Ze ging in films spelen en had bijrollen in de comedy's Neighbours 2: Sorority Rising (2016), Ocean's 8, Crazy Rich Asians (2018) en Jumanji: The Next Level (2019). Voor haar hoofdrol in The Farewell (2019), won ze een Golden Globe voor beste actrice in een komische of muzikale film. Ze was de eerste actrice van Aziatische afkomst die een prijs won voor een hoofdrol.
Awkwafina's tweede album was In Fina We Trust (2018). Ook was ze op televisie te zien in onder andere Girl Code, Future Man en Saturday Night Live.
Sinds 2020 is Awkwafina co-creator, schrijver en uitvoerend producent van de Comedy Central-serie Awkwafina Is Nora from Queens, waarin ze ook een gefictionaliseerde versie van zichzelf speelt. In 2021 speelde ze Katy in de Marvel Cinematic Universe-superheldenfilm Shang-Chi and the Legend of the Ten Rings. Ze heeft ook stemrollen gespeeld in de animatiefilms The Angry Birds Movie 2 (2019), Raya and the Last Dragon (2021), The Bad Guys (2022) en in de musical The Little Mermaid (2023) .

## Jeugd
Awkwafina is geboren in Stony Brook, New York, als dochter van Wally Lum, een Chinese Amerikaan, en Tia Lum, een Koreaanse Amerikaanse. Haar vader werkte in de informatietechnologie, en komt uit een familie van restaurateurs – zijn vader immigreerde naar de Verenigde Staten in de jaren 1940, en opende het Cantonese restaurant Lum's in Flushing, Queens, een van de eerste Chinese restaurants in die buurt. Haar moeder was een schilder die met haar familie naar de Verenigde Staten emigreerde vanuit Zuid-Korea in 1972. Zij overleed aan Pulmonale hypertensie in 1992 toen Awkwafina vier jaar oud was, en Awkwafina werd grootgebracht door haar vader en haar grootouders van vaders kant. Ze raakte bijzonder gehecht aan haar grootmoeder van vaders kant, Powah Lum.
Awkwafina groeide op in Forest Hills, Queens, en bezocht Fiorello H. LaGuardia High School, waar ze trompet speelde en klassieke muziek en jazz leerde spelen.Toen ze 15 was, nam ze de artiestennaam Awkwafina aan, een alter ego ten opzichte van haar "stille en passievere" persoonlijkheid tijdens haar schooljaren
Van 2006 tot 2008 leerde ze Mandarijn aan de Beijing Language and Culture University om te communiceren met haar grootmoeder zonder barrieres.
Ze studeerde journalistiek en vrouwenstudies aan de University at Albany, State University of New York en studeerde af in 2011.

## Filmografie

### Film
| Jaar | Titel                                     | Rol                     | Opmerkingen  |
| ---- | ----------------------------------------- | ----------------------- | ------------ |
| 2016 | Bad Rap                                   | zichzelf                | documentaire |
| 2016 | Bad Neighbours 2: Sorority Rising         | Christine               |              |
| 2016 | Storks                                    | Quail (stem)            |              |
| 2018 | Dude                                      | Rebecca                 |              |
| 2018 | Ocean's 8                                 | Constance               |              |
| 2018 | Crazy Rich Asians                         | Goh Peik Lin            |              |
| 2019 | The Farewell                              | Billi Wang              | Golden Globe |
| 2019 | Paradise Hills                            | Yu                      |              |
| 2019 | The Angry Birds Movie 2                   | Courtney (stem)         |              |
| 2019 | Between Two Ferns: The Movie              | zichzelf                |              |
| 2019 | Jumanji: The Next Level                   | Ming Fleetfoot          |              |
| 2020 | The SpongeBob Movie: Sponge on the Run    | Otto (stem)             |              |
| 2021 | Raya and the Last Dragon                  | Sisu (stem)             |              |
| 2021 | Shang-Chi and the Legend of the Ten Rings | Katy Chen               |              |
| 2022 | The Bad Guys                              | Tarantula (stem)        |              |
| 2023 | The Little Mermaid                        | Scuttle / Jutter (stem) |              |
| 2023 | Renfield                                  | Rebecca                 |              |
| 2023 | Quiz Lady                                 | Annie                   |              |
| 2024 | IF                                        | Bubble (stem)           |              |

### Televisie
| Jaar      | Titel                               | Rol                              | Opmerkingen                        |
| --------- | ----------------------------------- | -------------------------------- | ---------------------------------- |
| 2014–2015 | Girl Code                           | zichzelf                         | 6 afleveringen                     |
| 2015      | Girl Code Live                      | zichzelf                         | 10 afleveringen                    |
| 2015      | Regular Show                        | Apple (stem)                     | aflevering: Hello China            |
| 2015–2017 | Tawk                                | zichzelf (presentatrice)         | 36 afleveringen                    |
| 2016      | Mary + Jane                         | Gina                             | aflevering: Noachella              |
| 2017      | Future Man                          | vrouw in videogames speciaalzaak | 3 afleveringen                     |
| 2018      | Animals                             | Annie (stem)                     | aflevering: Roachella              |
| 2018      | Saturday Night Live                 | zichzelf (presentatrice)         | aflevering: Awkwafina/Travis Scott |
| 2019      | Weird City                          | Charlotta                        | aflevering: Below                  |
| 2019      | The Simpsons                        | Carmen/Dr. Chang (stem)          | 2 afleveringen                     |
| 2019      | Tuca & Bertie                       | Berties linkerborst              | aflevering: The Promotion          |
| 2019      | The Dark Crystal: Age of Resistance | The Collector / skekLach (stem)  | 7 afleveringen                     |
| 2025      | Black Mirror                        | Kimmy                            | aflevering: Hotel Reverie          |

## Discografie

### Albums
- 2014 - Yellow Ranger
- 2018 - In Fina We Trust

### Singles
- 2012 - My Vag
- 2013 - NYC Bitche$
- 2013 - Mayor Bloomberg (Giant Margaritas)
- 2013 - Queef
- 2014 - Daydreamin'
- 2014 - Come Stop Me (met Dumbfoundead)
- 2016 - Yellow Alert (met Dumbfoundead)
- 2016 - Green Tea (met Margaret Cho)
- 2018 - Pockiez

## Onderscheidingen
- 2018 - Halekulani Maverick Award, Hawaii International Film Festival
- 2019 - Bijzondere Prestatie in de Filmindustrie, The Asian Award voor Crazy Rich Asians
- 2019 - Rijzende Ster van het Jaar, Dorian Award
- 2020 - Beste Actrice in een Komische of Muzikale Film, Golden Globe Award voor The Farewell
- 2020 - Beste Actrice in een Komische of Muzikale Film, Satellite Award voor The Farewell